# Колмогоровське
Колмого́ровське (рос. Колмогоровское) — село у складі Каргапольського району Курганської області, Росія. Входить до складу Осиновської сільської ради.
Населення — 112 осіб (2010, 162 у 2002).
Національний склад населення станом на 2002 рік: росіяни — 99 %.